# Phygadeuon interstitialis
Phygadeuon interstitialis är en stekelart som först beskrevs av Otto Schmiedeknecht 1897.  Phygadeuon interstitialis ingår i släktet Phygadeuon och familjen brokparasitsteklar. Inga underarter finns listade i Catalogue of Life.